# Apocheiridium inexpectum
Apocheiridium inexpectum es una especie de arácnido del orden Pseudoscorpionida de la familia Cheiridiidae.

## Distribución geográfica
Se encuentra en California (Estados Unidos).